# Thistle Brook
Der Thistle Brook ist ein Wasserlauf in Buckinghamshire, England. Er entsteht westlich von Mentmore und fließt in westlicher Richtung bis zu seiner Mündung in den River Thame. Ein großer Teil seines Laufes bildet die Grenze zwischen Hertfordshire und Buckinghamshire.